# 느뜨르 끄베

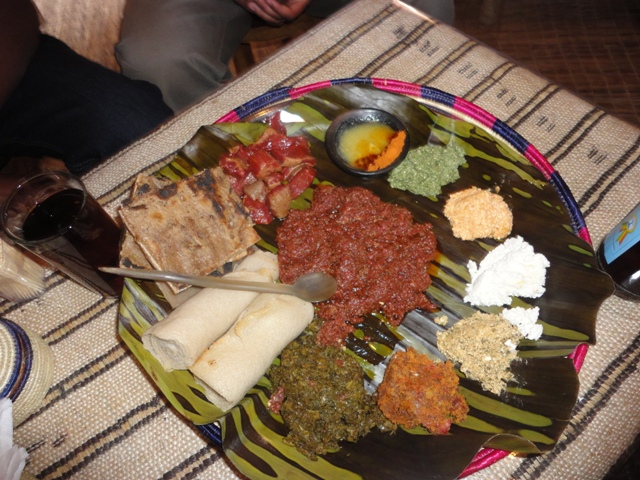

느뜨르 끄베(암하라어: ንጥር ቅቤ) 또는 떠스미(티그리냐어: ጠስሚ)는 에티오피아·에리트레아 요리에 쓰이는 양념된 정제버터이다. 남아시아의 기와 비슷한 방식으로 만들지만, 버소블라(에티오피아바질), 코서러트, 호로파, 쿠민, 깟씨, 울금, 카다멈, 계피, 육두구 등의 양념이 쓰인다.

## 같이 보기
- 기
- 스믄
- 콤파운드 버터